# 梅特 (喬治亞州)
梅特（英語：Metter）是一個位於美國喬治亞州坎德勒縣的城市。根據2010年美國人口普查，該地人口為4130人，而該地的面積約為20.40平方千米。同時該地也是坎德勒縣的縣治。

## 地理
梅特的座標為32°23′47″N 82°03′45″W / 32.39639°N 82.06250°W，而該地的平均海拔高度為67米（即220英尺）。